# Marseille-Nice
Marseille-Nice est une ancienne course cycliste française disputée de 1897 à 1959 entre Marseille et Nice en région Provence-Alpes-Côte d'Azur.
L'édition de 1903 a honoré deux podiums, celui des routiers et celui des sprinteurs.

## Palmarès
| Année           | Vainqueur          | Deuxième          | Troisième          |
| --------------- | ------------------ | ----------------- | ------------------ |
| 1897            | Marius Thé         | Jules Dubois      | Jules Thé          |
| 1903 (Routiers) | Grosjean           | Village           | Calvini            |
| 1903 (Vitesse)  | Lucien Colin       | Asterio Amerigo   | Albert Gazel       |
| 1909            | Jean Novo          | Adrien Alpini     | Pierre Morena      |
| 1910            | Henri Ferrara      | Jean Morini       | Adrien Alpini      |
| 1911            | Jean Novo          | Henri Ferrara     | Noël Amenc         |
| 1912            | Alphonse Payet     | Jean Balbo        | Guido Vercellino   |
| 1913            | Alphonse Payet     | Raymond Icard     | Fernand Toye       |
| 1918            | Gabriel Jullien    | Napoléon Paoli    | Albert Ardisson    |
| 1919            | Napoléon Paoli     | Jean Novo         | Henri Ferrara      |
| 1920            | Gustave Ganay      | Noël Amenc        | Napoléon Paoli     |
| 1921            | Henri Ferrara      | Paul Broccardo    | Théobald Petit     |
| 1922            | Paul Tramier       | Paul Broccardo    | Honoré Seasseau    |
| 1923            | Alfredo Binda      | Joseph Curtel     | Paul Broccardo     |
| 1924            | Alfredo Binda      | Adrien Allibert   | François Urago     |
| 1925            | Sébastien Piccardo | Louis Gras        | Marius Guiramand   |
| 1926            | Joseph Curtel      | François Urago    | Louis Gras         |
| 1927            | Louis Gras         | Joseph Curtel     | Maurice Bonney     |
| 1928            | Louis Gras         | Marius Guiramand  | Jean Ampurias      |
| 1929            | Marius Guiramand   | Gaspard Rinaldi   | Gabriel Le Goff    |
| 1930            | Gaspard Rinaldi    | Louis Gras        | Antoine Ciccione   |
| 1931            | Alfredo Magnani    | Louis Gras        | Pierre Pastorelli  |
| 1932            | Adrien Buttafocchi | Raoul Lesueur     | Embareck Fliffel   |
| 1933            | Adrien Buttafocchi | Alfredo Magnani   | Clotaire Martini   |
| 1934            | Clément Bistagne   | Gaspard Rinaldi   | Adrien Buttafocchi |
| 1935            | Joseph Magnani     | Adelmo Filoni     | Luigi Barral       |
| 1936            | Luigi Barral       | Alvaro Giorgetti  | Antoine Arnaldi    |
| 1937            | Louis Aimar        | Massimo Ongaro    | Saverio Montuori   |
| 1938            | Antoine Arnaldi    | Oreste Bernardoni | Giuseppe Martino   |
| 1945            | Eugenio Galliussi  | Antoine Giauna    | Paul Giguet        |
| 1946            | Apo Lazaridès      | Amédée Rolland    | Fermo Camellini    |
| 1953            | Philippe Agut      | Adolphe Ferrigno  | Marius Bonnet      |
| 1954            | Lucien Fliffel     | M. Tournier       | Marcellin Ferri    |
| 1956            | Raymond Meyzenq    | Louison Bobet     | François Mahé      |
| 1958            | Gilbert Salvador   | Albert Louit      | René Breton        |
| 1959            | Gilbert Salvador   | Emmanuel Busto    | Raymond Mastrotto  |